# سوپر جام فوتبال استونی
 سوپر جام فوتبال استونی  (به استونیایی: Estonian Supercup) مسابقاتی است که سالانه مابین قهرمان لیگ برتر فوتبال استونی و قهرمان جام حذفی فوتبال استونی برگزار می‌شود.
باشگاه فوتبال فلورا تالین با ۶ قهرمانی پرافتخارترین تیم این سری مسابقات به حساب می‌آید.

## باشگاه‌ها بر پایه قهرمانی
| باشگاه         | قهرمانی |
| فلورا تالین    | ۶       |
| لوادیا تالین   | ۴       |
| ناروا ترانس    | ۲       |
| تی‌وی‌ام‌کی تالین | ۲       |
| لانتانا تالین  | ۱       |
| تالینا سادام   | ۱       |